# Charltona diatraeella
Charltona diatraeella là một loài bướm đêm trong họ Crambidae.